# Ronda de San Antonio
La ronda de San Antonio (en catalán ronda de Sant Antoni) es una avenida de la ciudad de Barcelona, España. Une la Ronda de San Pablo con la plaza de la Universidad y sirve de límite occidental entre los distritos de Ciudad Vieja y el Ensanche.
Su trazado sigue el emplazamiento de los glacis de la muralla construida en 1377 y toma su nombre del portal del convento de San Antonio. En esta calle tiene su sede la marca de cerveza Moritz y en su confluencia con la ronda de San Pablo está el mercado de San Antonio.